# 伝行成筆貫之集切
伝行成筆貫之集切（でんこうぜいひつつらゆきしゅうぎれ）とは、貫之集の古筆切。伝称筆者は藤原行成、書写年代は11世紀か。断簡14葉32首分が諸家に伝存する。流布本とは異なり自筆本の系統に属するものと考えられている。

## 概要
流布本をはじめ現存する貫之集は詞書に貫之没後の記事を含んでおり、また詞書の書きぶりから他人の手が入っていることが確実。しかしこの貫之集切は、流布本とは和歌の配列・和歌本文・詞書本文がことなり、また流布本に見えない歌も多いものであるが、その詞書の叙述が主観的であり、貫之自身の手によるものと考えられる。すなわち、貫之集は当初貫之自身の手によって編纂され、没後他人の手によって再撰されたものであり、前者自撰本の系統に属するのが当貫之集切、後者他撰本の系統に属するのが歌仙歌集本（流布本）や西本願寺本三十六人家集本などの諸本だとされる。
前田家本恵慶集、安法法師集、元輔集などには、当時貫之自撰の歌集が伝存していたことが見える。また、古今集、後撰集、拾遺集に入集した貫之歌で、流布本にはないがこの貫之集切には存する歌もあり、当時の貫之歌の資料として自筆本系統の家集が使われていたと推定できる。